# Акулова, Светлана Владимировна
Светлана Владимировна Акулова (род. 26 ноября 1980, Шадринск, Курганская область) — российский инженер-эколог, генеральный директор «Московского зоопарка», президент Союза российских зоопарков и аквариумов, представитель России в Европейской ассоциации зоопарков и аквариумов (EAZA), член попечительского совета международной экологической организации Species360, президент «Евроазиатской региональной ассоциацией зоопарков и аквариумов» (ЕАРАЗА).

## Биография
Светлана Владимировна Акулова родилась 26 ноября 1980 года в городе Шадринске Курганской области.

### Образование
Окончила школу в 1998 году и поступила в Ростовский государственный строительный университет (РГСУ) (Ростов-на-Дону).
В 2002 году присуждена степень бакалавра техники и технологии, выдан диплом по направлению «Защита окружающей среды» в Ростовском государственном строительном университете (РГСУ).
В 2004 году присуждена квалификация «инженер-эколог», выдан диплом с отличием по специальности «Защита окружающей среды»; присуждена степень магистра техники и технологии, выдан диплом с отличием по направлению подготовки «Защита окружающей среды», по программе «Комплексное использование и охрана водных ресурсов» там же.
В 2015 поступила в Московский государственный юридический университет имени О.Е Кутафина.
В 2018 году присуждена квалификация бакалавра по направлению подготовки «Юриспруденция», выдан диплом с отличием там же.
В 2017 году поступила в Российский государственный аграрный заочный университет и в 2021 году окончила его с присуждением квалификации бакалавра по направлению подготовки «Биология».
В 2020 году поступила в Московскую государственную академию ветеринарной медицины и биотехнологии имени К.И. Скрябина по специальности «Ветеринария».
Тема диссертации: «Разработка состава и фармако-токсикологическое обоснование применения антисептика на основе гидрозолей металлов у мелких домашних животных» по специальности «патология животных, морфология, физиология, фармакология и токсикология».5 апреля 2024 защитила кандидатскую диссертацию.

### Московский зоопарк
Светлана Акулова начала работать в Московском зоопарке в 2013 году в должности заместителя генерального директора по коммерческим вопросам. С 2013 по 2016 год она отвечала за коммерческую деятельность зоопарка, сувенирную продукцию, привоз животных, опекунство, работу с земельно-имущественным комплексом.
4 апреля 2016 года департамент культуры Москвы не продлил контракт с действовавшим гендиректором зоопарка Натальей Колобовой, и назначил исполняющей обязанности генерального директора Светлану Акулову. 
3 октября 2016 года приказом департамента культуры Светлана Акулова была назначена генеральным директором Московского зоопарка. Летом того же года 45 организаций объединились в Ассоциацию зоопарков и аквариумов России (АЗАР). Светлана Акулова возглавила координационный совет АЗАРа.
Во время директорства Светланы Акуловой Московский зоопарк инициировал ряд проектов на исторической территории: в 2019 году был открыт реконструированный детский зоопарк, на 2021 год было запланировано открытие нового входного павильона рядом с метро «Баррикадная», нового моста через Большую Грузинскую улицу, соединяющего старую и новую части зоопарка, а также нового павильона «Ластоногие».
На территории собственного центра по размножению редких и диких видов животных под Волоколамском, кроме существующего зоопитомника, который был открыт для посетителей в 2019 году, проектируется сафари-парк площадью 60 га, включающий гостиницу для временного пребывания посетителей, ещё часть территории отведена под создание хосписа для домашних животных, крематория и кладбища. 
В 2017 году Московский зоопарк инициировал создание собственной кормовой базы площадью 90 га в Лотошинском районе Московской области. Рядом с посёлком Торфяной зоопарк строит фабрику живых кормов, комбикормовый завод и энтомологическую фабрику, а также круглогодичную теплицу площадью 5 гектар для выращивания плодоовощной продукции. Первый урожай был собран в 2018 году. Светлана Акулова объяснила переход к собственному производству ростом цен у поставщика-монополиста.
Одним из перспективных проектов Московского зоопарка является создание филиала площадью 500—600 га у административно-делового центра в Коммунарке в Новой Москве. В апреле 2021 года было объявлено, что из-за пандемии COVID-19 планы по созданию филиала на неопределённое время заморожены
В январе 2019 Светлана Акулова была выбрана в попечительский совет международной организации Species360, занимающейся учётом и систематизацией животных мирового зоопарковского сообщества. В апреле 2021 года выбрана президентом «Евроазиатской региональной ассоциацией зоопарков и аквариумов» (ЕАРАЗА).

### Общественная позиция
В 2024 году была доверенным лицом кандидата в президенты России Владимира Путина.
Избрана в МГД 9 сентября 2024 года по 43 избирательному округу.

## Книги
- Акулова С.В. Я акула : [очень быстрая, очень любопытная, очень зубастая : для чтения взрослыми детям] / иллюстратор Наталья Макаренко. — М.: Московский зоопарк, издатель Георгий Гупало, 2016. — 30 с.
- Акулова С.В. Большое путешествие больших панд / художник И. П. Маковеева. — М.: КолорВитрум, 2019. — 20 с.
- Акулова С.В. участвовала в написании статей для научно-практического журнала «Ветеринария, зоотехния и биотехнология», выпускаемого Московской государственной академией ветеринарной медицины и биотехнологии – МВА имени К.И.Скрябина.
- ВЕТЕРИНАРИЯ, ЗООТЕХНИЯ И БИОТЕХНОЛОГИЯ №12
- ВЕТЕРИНАРИЯ, ЗООТЕХНИЯ И БИОТЕХНОЛОГИЯ №2
- ВЕТЕРИНАРИЯ, ЗООТЕХНИЯ И БИОТЕХНОЛИГИЯ №4 2022
- ВЕТЕРИНАРИЯ, ЗООТЕХНИЯ И БИОТЕХНОЛОГИЯ № 8, 2022 г.